# En sång vi ville sjunga
En sång vi ville sjunga är en psalm med text skriven 1960 av Daniel Hallberg och musik är skriven av George James Webb.

## Publicerad i
- Segertoner 1988 som nr 621 under rubriken "Tillsammans i världen".[1]